# Sông Trẹm
Sông Trẹm (còn gọi là sông Tràm Trẹm) là một con sông dài khoảng 42 km, bắt nguồn từ ngã ba kênh Tân Bằng – Cán Gáo chảy về đến ngã ba sông Ông Đốc ngang qua huyện Thới Bình, tỉnh Cà Mau.
Sông Trẹm là một chi lưu của sông Ông Đốc, có nguồn là sông Cái Lớn qua kênh Chắc Băng. Sông chảy qua huyện An Minh, tỉnh Kiên Giang và huyện Thới Bình, tỉnh Cà Mau, hội lưu với sông Ông Đốc tại ráp gianh giữa xã Khánh An và xã Hồ Thị Kỷ.
Sông Trẹm uốn lượn như 1 dải lụa giữa rừng U Minh. Sông Trẹm có độ sâu trung bình 3 – 4m, chiều rộng từ 80 đến 10m, có màu nước thay đổi theo mùa. Đặc biệt mùa mưa, nước sông màu nâu sẫm của màu nước dớn rừng tràm từ các con kênh rạch đổ ra.
Nếu gọi điểm đầu sông Trẹm từ ngã ba sông Cái Tàu, thì điểm cuối cùng của con sông là nơi giáp ranh với Vàm Sáng vào Miệt Thứ (thị trấn Thứ Mười Một, huyện An Minh, tỉnh Kiên Giang).
Sông Trẹm còn có các nhánh rẽ mang nước về cho những kênh, rạch: Ngã Bát, Chắc Băng, Thị Phụng,...
Sông Trẹm chia Rừng U Minh thành hai vùng thượng và hạ. U Minh Hạ thuộc tỉnh Cà Mau, U Minh Thượng thuộc tỉnh Kiên Giang. Cầu Vĩnh Thuận được khánh thành năm 2002 bắc qua sông Trẹm, nối Cà Mau với Kiên Giang.
Trong lưu vực sông Trẹm có khu du lịch sinh thái. Hệ thống rừng ở đây có gần 300 loài thực vật và động vật phong phú. Vào tham quan vườn sưu tập động thực vật, du khách sẽ được ngắm cảnh thiên nhiên thơ mộng và quan sát gần 130 loài thực vật, thuộc 62 họ đang được khoanh nuôi bảo vệ trên diện tích rộng cả 100 ha. Khu vườn sưu tập này tựa như một khu rừng nguyên sinh chưa bị tác động của bàn tay con người. Tại đây, du khách cũng sẽ gặp nhiều loài chim, thú và nhiều loại cá đồng quen thuộc.
Qua bước đầu khảo sát, các nhà chuyên môn cho biết tại vườn động thực vật Sông Trẹm có tới 30 loài bò sát thuộc 14 họ cùng 21 loài thú rừng lớn, nhỏ khác thuộc 12 chi họ. Chim có 96 loài, nằm trong 32 họ. Riêng nguồn cá đồng thì nhiều vô kể. Trong khi ở nhiều nơi cá đồng đang bị cạn kiệt, thì tại đây chúng vẫn còn rất phong phú về chủng loại, đa dạng về kích cỡ và dồi dào về trữ lượng.
Vườn sưu tập động thực vật Sông Trẹm còn du nhập được nhiều loài mới lạ từ các hệ sinh thái khác đem về thuần dưỡng, phát triển song song cùng các loài bản địa nhằm thu hút, phục vụ khách du lịch và nghiên cứu khoa học. Hiện nay vườn có thêm nhiều thành viên mới như nai rừng, cá sấu, vượn, gấu, đà điểu... Đặc biệt, đàn đà điểu ở đây phát triển rất tốt, ăn khoẻ, mau lớn. Trong đàn hiện có những con nặng trên 100 kg.
Sông Trẹm là bối cảnh cho tiểu thuyết Bên dòng sông Trẹm của nhà văn Dương Hà và các vở cải lương và phim truyện cùng tên.